# Mesoleius phyllotomae
Mesoleius phyllotomae är en stekelart som beskrevs av Joseph Augustine Cushman 1933. Mesoleius phyllotomae ingår i släktet Mesoleius och familjen brokparasitsteklar. Inga underarter finns listade i Catalogue of Life.